# 土门子水库
土门子水库是中国辽宁省丹东市凤城市境内的一座水库，位于大洋河支流土牛河中游，建于1978年。水库正常库容为18600万立方米，平均水深为15.50米，集雨面积为276平方千米。